# Опаловый гейзер
Опаловый гейзер (англ. Opal Pool) — горячий гейзер с эпизодической активностью.
Находится в Среднем гейзерном бассейне в парке Йеллоустон на высоте 2210 м над уровнем моря. В спокойный период имеет вид малого озера. Обычно имеет температуру около 56 °C. Первый зарегистрированный выброс воды был в 1947 году. Гейзер переходил в периодический режим в 1949, 1952 и 1953 годах. С 1979 года фонтанирование происходит не реже одного раза в год. Фонтанирует до 9 м в высоту.